# Casa del Temple
La Casa del Temple en Toledo (España) data de los siglos XI-XII, perteneciendo a esta época la estructura general, típicamente andalusí, sustentada por las bóvedas del sótano y organizada en torno al patio. 
Diversas fuentes coinciden en señalar que el inmueble fue, en tiempos, propiedad de la Orden de los Templarios, y consta que el mismo fue utilizado como casa-hospedería en el siglo XIV.

## Descripción
Los elementos más primitivos de todo el conjunto son los restos del salón de época califal (siglo X), localizados en el subsuelo o sótano, bajo el salón del ala oriental. Este salón tiene paredes estucadas y ornamentación bicroma, de reminiscencias mozárabes. Corresponde a un estado anterior de la edificación, en el que constituiría el salón del ala occidental de otro patio situado a su costado oriental.
La planta baja se distribuye en torno al patio. De los siglos XI-XII se conservan el salón, la alcoba y la algorfa del ala occidental, con su correspondiente alfarje. Se destaca la transformación del arco de acceso, que pasa de ser un arco geminado de herradura taifa a tener una yesería mudéjar, decorada con motivos vegetales.
En el salón del ala meridional la modificación más importante consiste en la supresión de la parte baja de la fachada, para realizar en yesería una puerta adintelada, flanqueada por sendos prótomos de león y enmarcada por doble arquería geminada, de herradura ligeramente apuntada, la cual presenta sendos medallones con emblemas castellanos. Todo el conjunto se enmarca por arrabá con leyenda cúfica inscrita, datable a finales del siglo XII o principios del siglo XIII.

Enfrente, ocupando el espacio que en origen correspondía a otro salón, encontramos el porche elevado, con una terraza sobre la cubierta, conformado por dos machones de fábrica (originalmente también recubiertos de yesería); éstos sustentan un complejo entramado de carpintería, que imita una gruesa viga, en el que se encuentran talladas parcialmente las suras III y XLVIII del Corán.

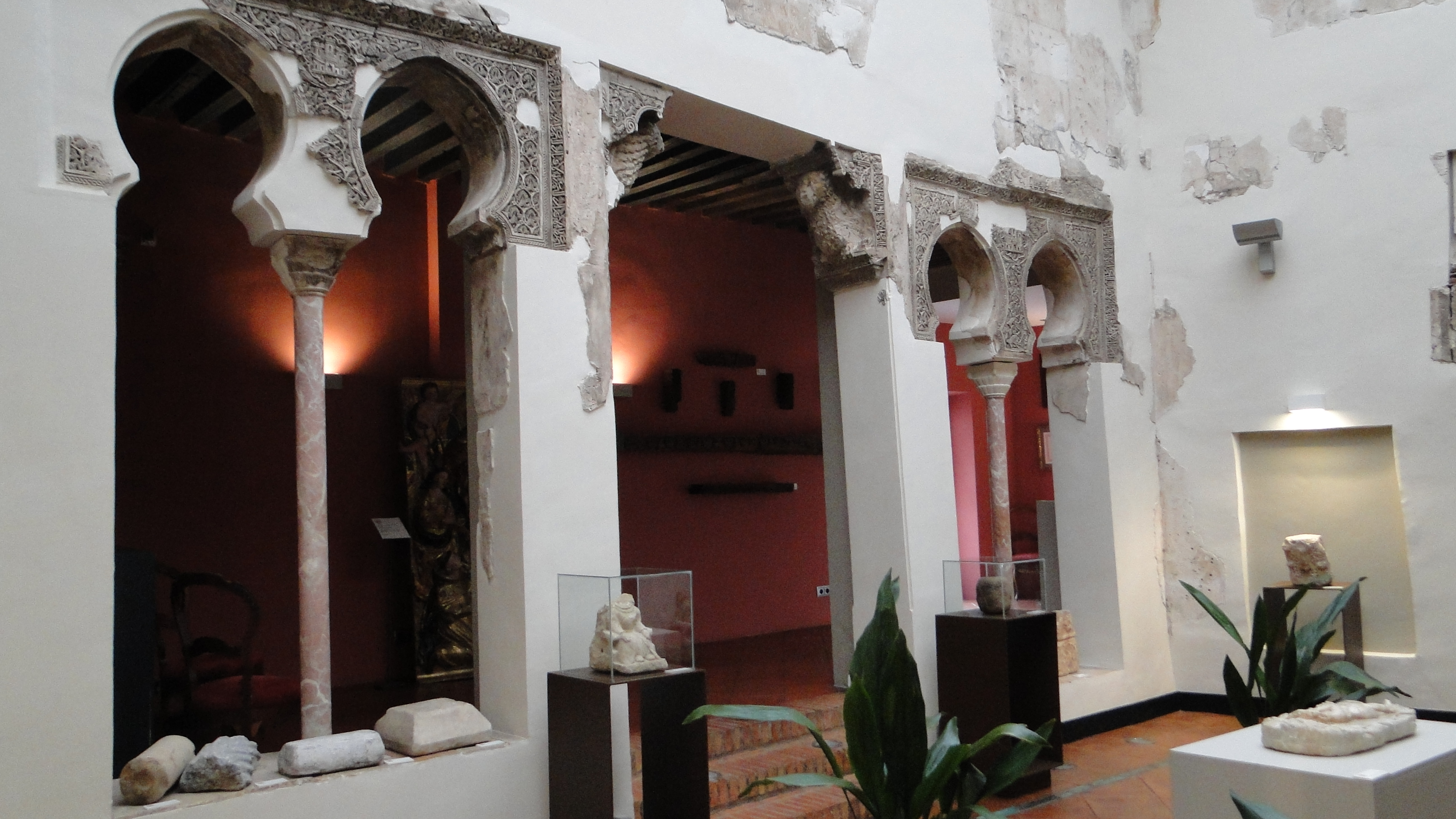
Casa del Temple

Completando esta planta baja se encuentra el salón del ala oriental, en origen salón principal o de aparato del patio, que conserva tanto la estructura como la cubierta originales; compuesta esta última por una techumbre a dos aguas que, al exterior, conserva el alero de canes tallados, y que dentro de la ciudad, es posiblemente una de las estructuras de madera más antiguas conservadas «in situ». También se conservan los aparejos originales de los muros, y el arco angrelado que enmarcaría la alcoba situada al norte.

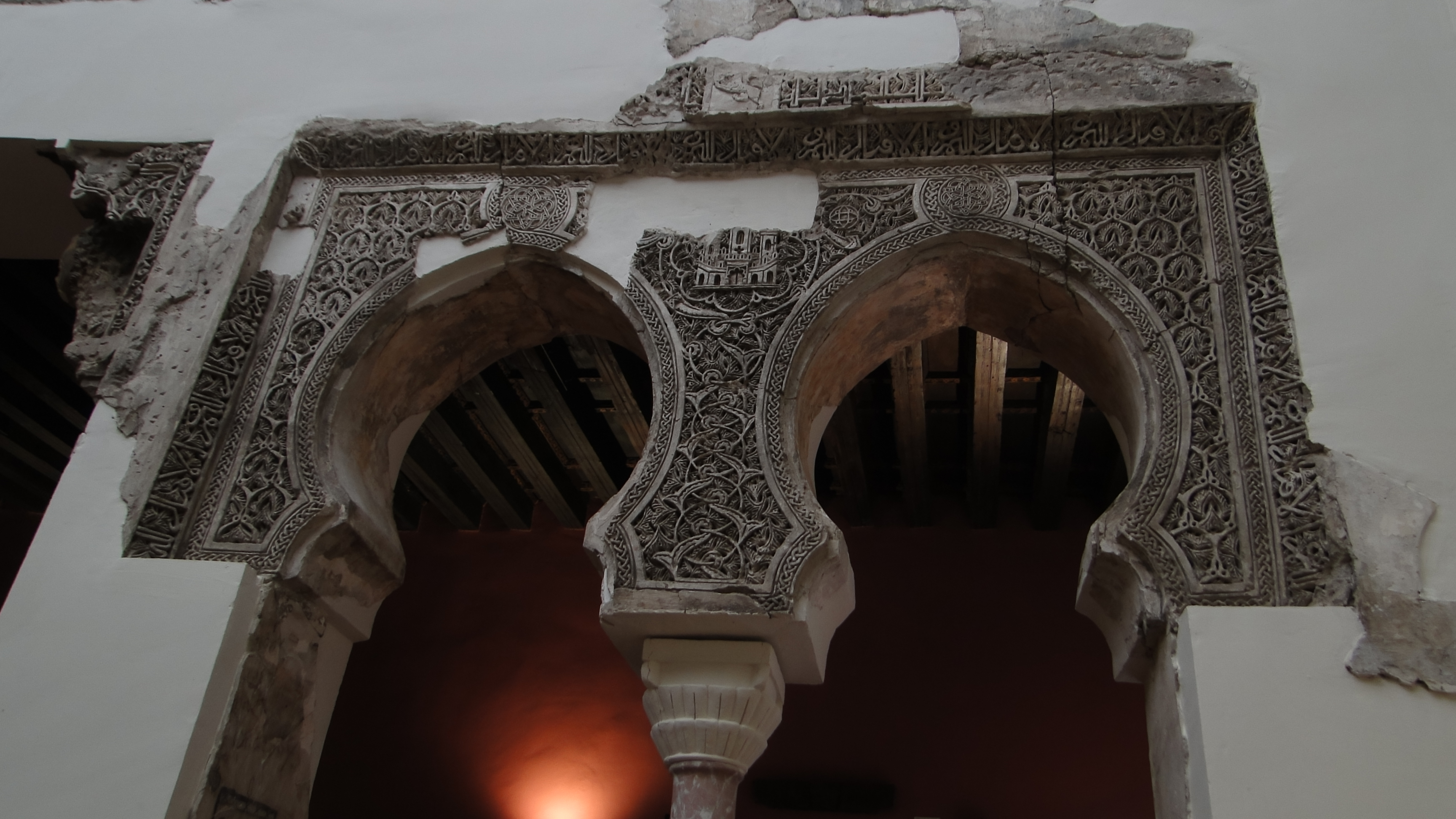
Casa del Temple

La planta primera presenta la disposición característica de la casa-corredor o corrala, en la que se accede a la vivienda a través de la galería de la planta alta. Los restos que pueden observarse a simple vista indican, sin embargo, que esa configuración no existió en el origen del edificio. En esta planta primera donde se observan importantes trabajos en madera, en el alero y en las grandes vigas que, posiblemente apoyadas en cuatro puntos, permiten un amplio espacio de porche, abierto, orientado al sur. La planta segunda es un claro añadido sobre el primitivo edificio. Así lo evidencian los aleros y, por tanto, la cornisa, que están en el forjado de suelo de esta planta; además de que los materiales y las formas constructivas empleadas refrendan tal observación.